# (6279) 1977 UO5
(6279) 1977 UO5 (1977 UO5, 1977 VW1, 1979 DT, 1982 RD3, 1990 EJ7, 1990 FF3) — астероїд головного поясу, відкритий 18 жовтня1977.
Тіссеранів параметр щодо Юпітера — 3.185.